# اپلوود (کلرادو)
اپلوود (به انگلیسی: Applewood) یک منطقهٔ مسکونی در ایالات متحده آمریکا است که در شهرستان جفرسون، کلرادو واقع شده‌است. اپلوود ۱۲٫۵ کیلومتر مربع مساحت و ۷٬۱۶۰ نفر جمعیت دارد و ۱٬۷۷۱ متر بالاتر از سطح دریا واقع شده‌است.